# Olimpia (personaggio)
Olimpia (Gabrielle nella versione originale inglese) è uno dei personaggi della serie di Xena - Principessa guerriera, in cui è apparsa come coprotagonista per tutta la durata della serie. È anche apparsa in tre episodi della serie madre Hercules. È interpretata dall'attrice statunitense Renée O'Connor, che era già apparsa in un altro ruolo nel film TV Hercules e il regno perduto.
Nel corso della serie si assiste a una completa evoluzione del personaggio, che passa dall'essere un'ingenua ragazza contadina in Xena e la giovane Olimpia a un'abile e completa combattente pronta per prendere il posto di Xena dopo la morte di quest'ultima in Xena e il Signore della Terra Oscura.
Il pianeta nano Eris e la sua luna Disnomia erano stati temporaneamente chiamati Xena e Gabrielle prima di ricevere i loro nomi ufficiali nel 2006.
Nel 2012 il personaggio di Olimpia ha occupato la 32ª posizione della lista dei 50 personaggi femminili preferiti del sito web AfterEllen.com.

## Casting e creazione del personaggio
Renée O'Connor è stata scelta per il ruolo di Olimpia dopo che i produttori erano rimasti impressionati dalla sua interpretazione di Deianira nel film Hercules e il regno perduto.
Negli episodi musicali Xena e la Ruota del Fato (The Bitter Suite, dodicesimo episodio della terza stagione) e Xena e la lira di Tersicore (Lyre, Lyre, Hearts of Fire, decimo episodio della quinta stagione) la voce di Gabrielle durante le canzoni è quella dell'attrice Susan Wood invece che di Renée O'Connor.
Nella versione originale inglese il nome del personaggio è Gabrielle. Nonostante sarebbe stato grammaticalmente corretto, non è un nome che esisteva nell'Antica Grecia, epoca in cui è ambientata la serie, ma si tratta piuttosto della versione francese femminile di Gabriel, nome che in ebraico può significare "uomo di Dio" o "Dio è forte". In un'analisi sul sito whoosh.org Lee Reams ha ipotizzato che - dal momento che nella finzione della storia le avventure di Xena sono state conosciute grazie ai racconti, ritrovati nel XX secolo, scritti su alcune pergamene proprio dalla sua amica - Gabrielle potrebbe in realtà essere un nome d'arte scelto da lei per mascherare la propria vera identità.
Nella versione italiana il personaggio è stato ribattezzato Olimpia, nome che ricorda l'omonima città greca.

## Biografia del personaggio
Durante il corso della serie il personaggio di Olimpia ha una notevole evoluzione: al momento della sua prima apparizione, nell'episodio Xena e la giovane Olimpia, Olimpia è una giovane contadina che vive con la famiglia nel villaggio di Potidea. Lei e sua sorella Leuca (Lila nella versione inglese), assieme a molte altre fanciulle del villaggio, sono state rapite dagli uomini di un locale signore della guerra per essere vendute come schiave, ma Xena, interviene e le libera. Impressionata dalle sue abilità di combattente, Olimpia decide di voler divenire anche lei una guerriera e convince Xena a farsi accompagnare da lei durante i suoi viaggi, nonostante l'iniziale renitenza della principessa guerriera.
Inizialmente Olimpia non è capace di combattere e di difendersi autonomamente e deve fare affidamento sulla protezione di Xena, ma compensa questa sua mancanza con ottime doti bardiche e diplomatiche che in più occasioni si rivelano utili alla coppia. Grazie agli insegnamenti di Xena, e soprattutto dopo essere stata addestrata dalle Amazzoni, la ragazza inizia a sviluppare alcune abilità come combattente, in particolare nell'uso del bastone, diventando così in grado di aiutare la compagna di viaggio durante le battaglie.
Mentre inizialmente il rapporto tra Xena e Olimpia è quello tra una maestra e la sua allieva, con il tempo tra le due donne si sviluppa una profonda amicizia, che nelle ultime stagioni sembra mostrare qualche sottinteso romantico, anche se gli autori della serie hanno volutamente evitato che la relazione omosessuale tra di loro diventasse esplicita.
A partire dalla quinta stagione Olimpia inizia a utilizzare come arma anche un sai e a mostrare sempre migliori doti atletiche e da combattente e un atteggiamento meno ingenuo e più maturo, tanto che alla fine della serie è pronta a prendere il posto di Xena come principessa guerriera.

## Le pergamene di Olimpia
Fin dalla sua prima apparizione Olimpia mostra di possedere una notevole abilità come bardo e nel raccontare storie. È inoltre capace di leggere e scrivere e durante i suoi viaggi trascrive i racconti delle avventure vissute insieme a Xena su una serie di pergamene, sulla falsariga di ciò che fa il Dottor Watson con le avventure di Sherlock Holmes.
Nell'episodio della seconda stagione Xena e le antiche pergamene, ambientato in epoca contemporanea, nel 1940 due archeologhe, discendenti di Xena e Olimpia, ritrovano una tomba all'interno della quale sono custodite le pergamene, che nel 1996 vengono offerte a un produttore di Hollywood affinché ne tragga ispirazione per una nuova serie televisiva.